# 北海道佐呂間町竜巻災害

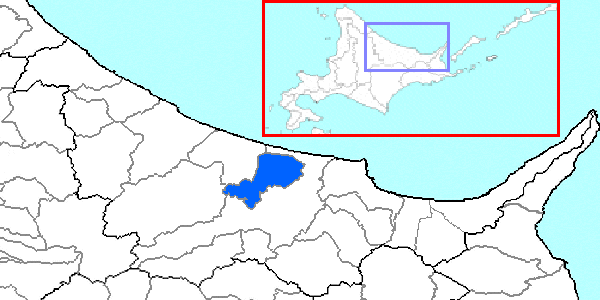
佐呂間町の位置

北海道佐呂間町竜巻災害（ほっかいどうさろまちょうたつまきさいがい）は、2006年（平成18年）11月7日午後1時20分頃、北海道常呂郡佐呂間町若佐の国道333号新佐呂間トンネルの工事をしていた作業員用のプレハブ小屋周辺で、竜巻が発生し、9人が死亡した災害である。

## 概要
戦後日本の竜巻による被害では最悪の死者数。
気象庁は、竜巻の規模について、当初は暫定的に「F2」以上と発表したが、被害の状況から、「F3」以上ではないかという見方も強かった。その後の調査で「F3」であると発表がされた。なお、気象庁のF3発表の前に北見工業大学土木開発工学科教授（構造工学）の大島俊之は、調査の結果、瞬間風速が毎秒83mに達することが判明、「F3」であると発表していた。

## 当日の気象状況
当日、北海道から関東地方にかけて、寒冷前線が通過中で、特に北海道のオホーツク海沿岸から東北地方の日本海側にかけて大荒れの天気であった。また、北海道付近にあった低気圧が発達し、佐呂間町のある網走支庁上空は大気の状態が非常に不安定であった。このことから、竜巻はスーパーセルに起因するとされている。
また、寒冷前線の西側には強い寒気が控えていて、前線の西側であった大阪では木枯らし1号が観測されたが、前線の東側にあたる東京では、9月の中旬から下旬並の気温であった。佐呂間町周辺では、この寒暖の差が非常に激しい気象上の区域に入っていたものとみられる。

## 被害

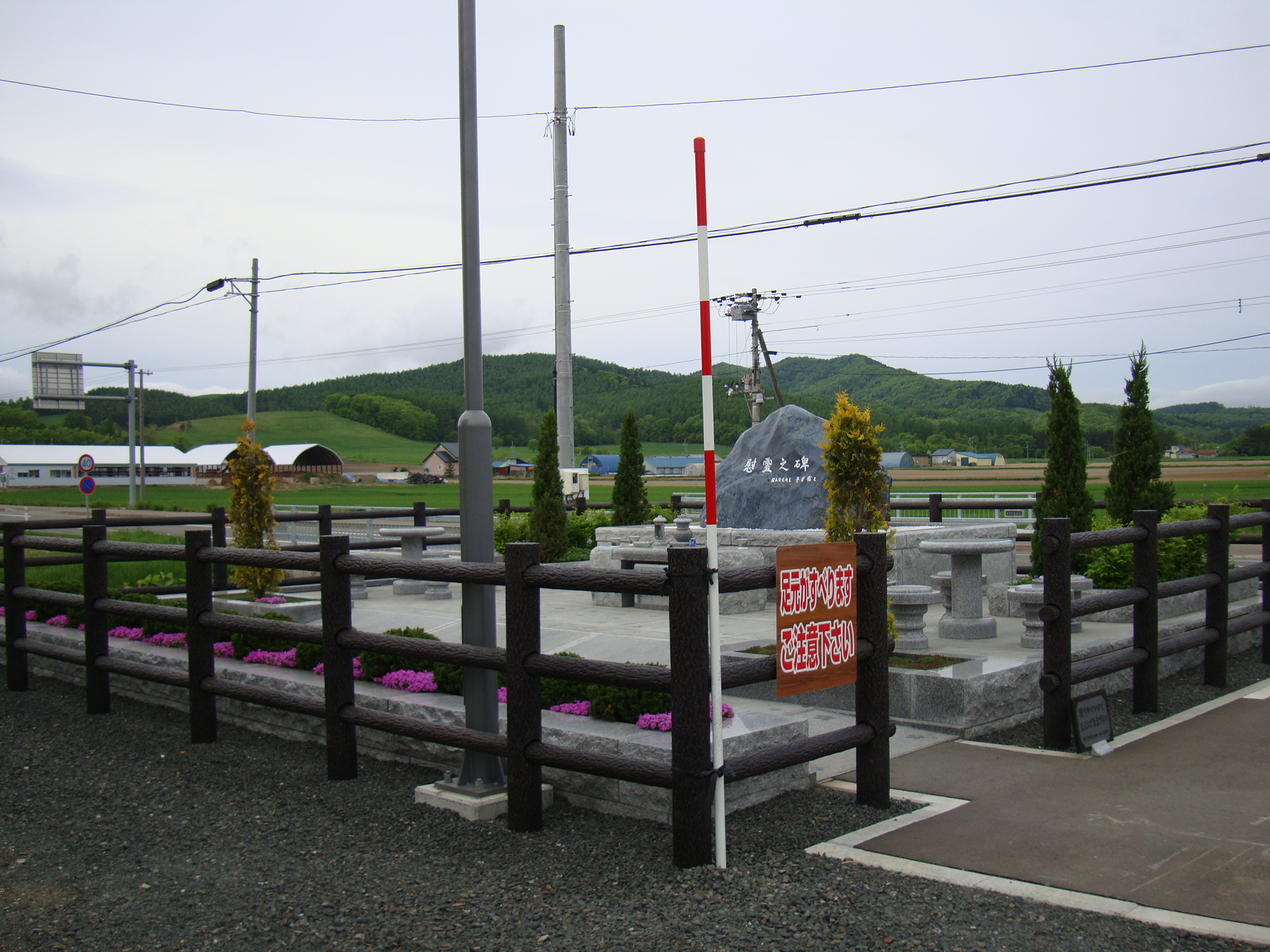
2007年（平成19年）に設置された慰霊碑

死傷者が多数出た若佐地区では、新佐呂間トンネルの掘削工事が行われており、ちょうど被害の出た場所に作業員用のプレハブ小屋が3棟建てられていた。そのうちの2棟が屋根もろとも突風に吹き飛ばされ、倒壊した。当時、多数の作業員が会議のため、プレハブ小屋の2階にある会議室に集まっていたことが、9人の犠牲者を出す結果となってしまった。死因はいずれも竜巻災害に典型的な脳挫傷である。
一方で、住宅地にも甚大な被害が出たにもかかわらず、当該住宅地の住民の被害はけが人が9人出ただけであった。これは竜巻発生当時、住民の多くが近所で行われた葬式に参加するなどして家を留守にしており、偶然にも竜巻被害を免れたためである。
現場では、大型トラックがいとも簡単に吹き飛ばされたり、まだ新しい家の屋根が吹き飛んだり、電柱も根元から倒れて吹き飛ばされ、被害のすさまじさを物語っている。飛散物は被災地から10km以上離れた地域にも多く落下した。
電柱が多数倒壊したため、11月7日午後10時頃まで佐呂間町と北見市の一部において住宅631戸で停電が発生（北海道電力北見支店発表）。また、現場付近の住民も避難した。